# بلا رمزی
ایزابلا می رمزی (انگلیسی: Isabella May Ramsey؛ زادهٔ ۲۵ سپتامبر ۲۰۰۳) بازیگر انگلیسی است. وی از سال ۲۰۱۶ میلادی تاکنون مشغول فعالیت بوده است. او نخستین تجربه بازیگری حرفه‌ای خود را به عنوان لیانا مورمونت، نجیب‌زاده جوان، در مجموعه تلویزیونی فانتزی شبکه اچ‌بی‌او به نام بازی تاج‌وتخت (۲۰۱۶–۲۰۱۹) دارد. همچنین او نقش الی را در مجموعهٔ تلویزیونی درام پسا-آخرالزمانی آخرین بازمانده از ما (۲۰۲۳–اکنون) بازی کرد؛ او برای این مجموعه نامزد جایزه امی ساعات پربیننده و جایزه گلدن گلوب شد.

## اوایل زندگی
ایزابلا می رمزی در سپتامبر ۲۰۰۳ در ناتینگهام به دنیا آمد. او تحصیلات متوسطه خود را از طریق مدرسه آنلاین King's InterHigh انجام داد. رمزی از چهار سالگی به بازیگری به‌عنوان تفریح علاقه‌مند شد و به مدت هفت سال در شعبه لافبورو استیج‌کوچ آرت (Stagecoach Theatre Arts) شرکت کرد. سپس به کارگاه تلویزیون (Television Workshop) رفت و برای نقش‌های حرفه‌ای شروع به تست دادن کرد.

## زندگی شخصی
رمزی خود را نان-باینری معرفی کرده است. او بیان کرده که ضمایر «they/them» برای او «صادقانه‌ترین چیز» هستند، اما نسبت به ضمایری که برای اشاره به او به کار برده می‌شود بی‌تفاوت است. دربارهٔ گرایش جنسی خود، رمزی گفته که: «من صد درصد دگرجنس‌گرا نیستم. کمی انعطاف‌پذیر هستم.»
رمزی مسیحی است و گفته که ایمانش به او در مبارزه با بی‌اشتهایی عصبی کمک کرده است. او در مراسم غسل تعمید کامل شرکت کرده است. با این حال، از سال ۲۰۲۳ اعتقاد او «خیلی کم‌رنگ‌تر» شده است. در سال ۲۰۲۰، رمزی یک کانال یوتیوب و حساب اینستاگرامی مرتبط به نام United Hope را اداره می‌کرد که در آن‌ها ایمانش را به اشتراک می‌گذاشت.
رمزی در ۱۸ سالگی هنگام فیلم‌برداری فصل اول آخرین بازمانده از ما مبتلا به اوتیسم تشخیص داده شد و گفته است که نورودایورجنت (neurodivergent) بودن «به‌طرز عظیمی» بر حرفه و اجراهایش تأثیر گذاشته است. رمزی همچنین اظهار داشته که ۹۰ درصد زمان فیلم‌برداری این مجموعه از وسیلهٔ breast binder استفاده می‌کرده است.
رمزی چندین سال است که وگان است و در حالی که به‌عنوان ماهی‌خوار بزرگ شده بود، گهگاهی به دلیل آلرژی تخم مرغ محلی مصرف می‌کند. او مدافع پرشور سبک زندگی وگان است. رمزی گیتار می‌نوازد و آواز می‌خواند.

## فیلم‌شناسی

### فیلم
| سال  | عنوان                  | نقش                   | توصیح      |
| ---- | ---------------------- | --------------------- | ---------- |
| ۲۰۱۷ | Elefthería             | الی                   | فیلم کوتاه |
| ۲۰۱۸ | دو نفر برای شادی       | میراندا               |            |
| ۲۰۱۸ | هولمز و واتسون         | فلوتسم                |            |
| ۲۰۱۹ | نانسی                  | نانسی                 | فیلم کوتاه |
| ۲۰۱۹ | پرنسس امی              | پرنسس گیزانا          | صدا پیشه   |
| ۲۰۱۹ | صفر                    | آلیس                  | فیلم کوتاه |
| ۲۰۱۹ | جودی                   | لورنا لوفت            |            |
| ۲۰۲۰ | سفر لاک‌پشت             | لاک‌پشت دختر (صداپیشه) | فیلم کوتاه |
| ۲۰۲۰ | دقایقی سکوت ۳          | جین                   | فیلم کوتاه |
| ۲۰۲۰ | مقاومت                 | السبث                 |            |
| ۲۰۲۱ | هیلدا و پادشاه کوهستان | هیلدا (صدا)           |            |
| ۲۰۲۲ | کاترین ملقب به بردی    | بردی                  | نقش اصلی   |
| ۲۰۲۳ | فرار مرغی: طلوع ناگت   | مولی (صدا)            |            |

### تلویزیونی
| سال             | عنوان                | نقش          | شبکه                | شرح                   | منابع |
| --------------- | -------------------- | ------------ | ------------------- | --------------------- | ----- |
| ۲۰۱۶–۲۰۱۹       | بازی تاج‌وتخت         | لینا مورمونت | اچ‌بی‌او              | نقش آفرینی در ۸ قسمت  |       |
| ۲۰۱۶–۲۰۱۷       | آینده-کرم!           | صداپیشه      | دیزنی اکس‌دی         | ۱ قسمت                |       |
| ۲۰۱۷–ادامه دارد | بدترین جادوگر        | میلدرد هابل  | CBBC /زد د اف       | نقش اصلی              |       |
| ۲۰۱۸            | واکنش                | ماتیلدا جوان | بی‌بی‌سی وان          | قسمت: "The Blue Room" |       |
| ۲۰۱۸–ادامه دارد | هیلدا                | هیلدا        | نتفلیکس             | صداپیشه نقش اصلی      |       |
| ۲۰۲۰            | نیروی اهریمنی‌اش      | آنجلیکا      | بی‌بی‌سی وان / اچ‌بی‌او | نقش آفرینی در ۶ قسمت  |       |
| ۲۰۲۲            | الیزابت شدن          | جین گری      | استارز              | نقش اصلی              |       |
| ۲۰۲۳–اکنون      | آخرین بازمانده از ما | الی          | اچ‌بی‌او              | نقش اصلی              |       |